# Lista de encenações e adaptações de Casa de Bonecas no Brasil
Lista de encenações e adaptações da peça Casa de Bonecas, do dramaturgo norueguês Henrik Ibsen, no Brasil.

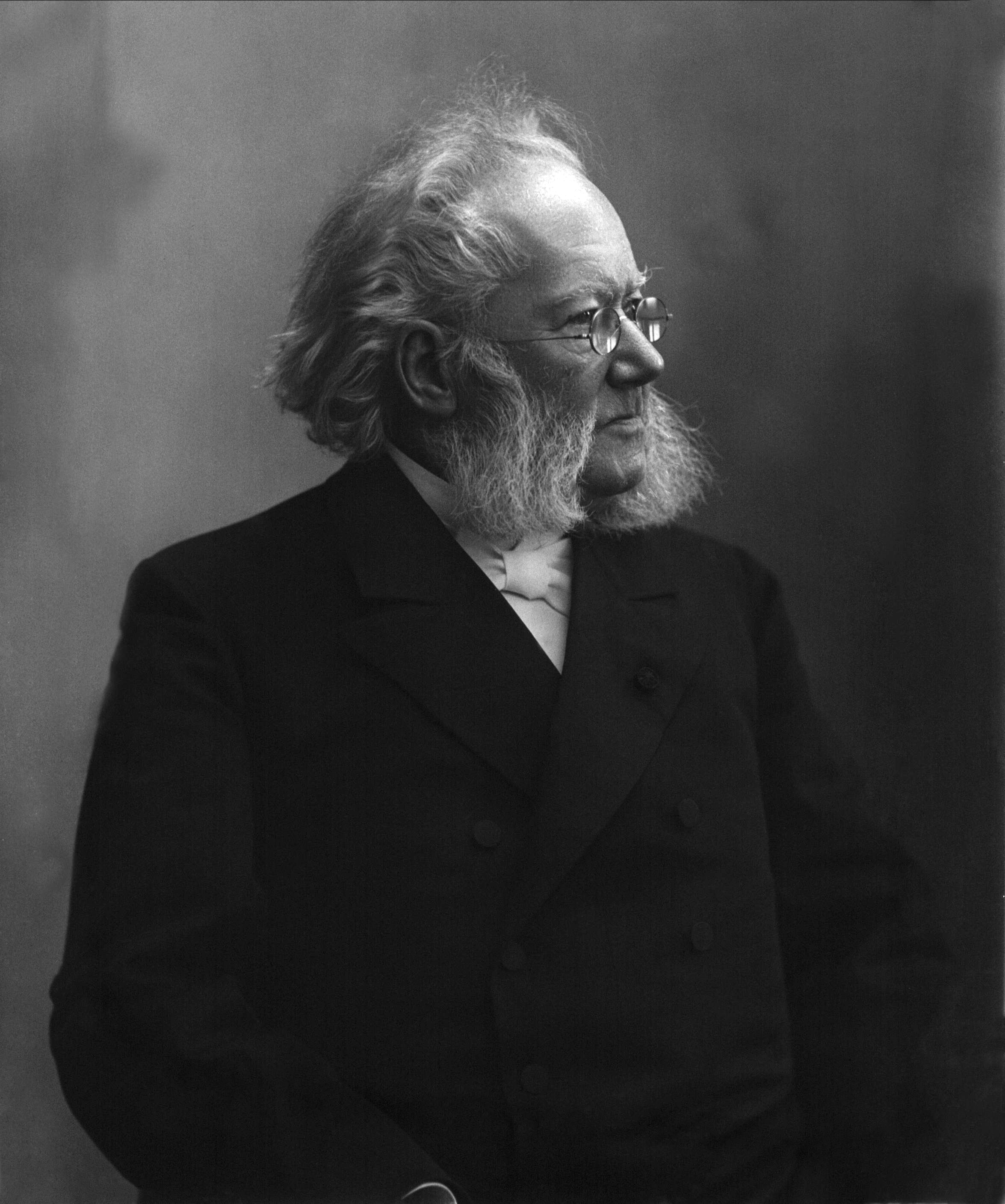
Henrik Ibsen fotografado por Gustav Borgen. Ibsen foi o autor da peça Casa de Bonecas, em 1879

## Teatro

### 1899
- Nome: Casa de Boneca
- Local: Rio de Janeiro
- Teatro: Teatro Sant’Anna, Rio de Janeiro (estreia), em maio de 1899. Levada para o Teatro Politheama, em São Paulo, em outubro de 1899. Reestreia no Teatro Lucinda, Rio de Janeiro, em março de 1900, e no Teatro Sant’Anna (São Paulo) em outubro de 1900 (todos com o mesmo elenco)
- Produção: Companhia Dramática Portuguesa de Teatro Moderno de Lucinda Simões e Cristiano de Souza
- Direção: Lucinda Simões
- Elenco: Lucília Simões, Cristiano de Souza, Belard da Fonseca, Chaby

- Nome: Casa di bambola
- Local: Rio de Janeiro
- Teatro: Estreia no Teatro Lyrico, no Rio de Janeiro, em agosto de 1899; levado para o Teatro Politeama, em setembro de 1899.
- Produção: Companhia Dramática Italiana Clara Della Guardia
- Direção: Cav. Andrea Maggi
- Elenco: Clara Della Guardia, Berti-Afasi

1900
- Local: Rio de Janeiro

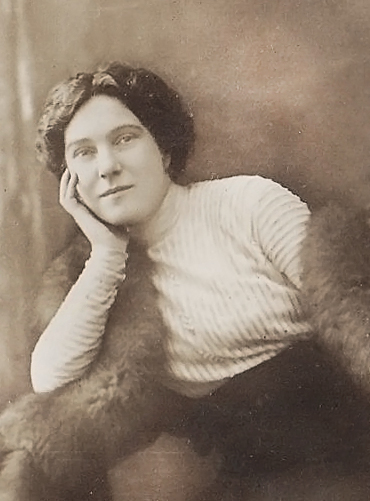
Suzanne Desprès, atriz francesa que representou Maison de poupée no Brasil, em 1906, no Teatro Sant'Anna, em São Paulo.

- Teatro: Reestreia da peça montada em 1899, agora no Teatro Lucinda, Rio de Janeiro, em março de 1900, e no Teatro Sant’Anna (São Paulo) em outubro de 1900 (todos com o mesmo elenco)
- Produção: Companhia Dramática Portuguesa de Teatro Moderno de Lucinda Simões e Cristiano de Souza
- Direção: Lucinda Simões
- Elenco: Lucília Simões, Cristiano de Souza, Belard da Fonseca, Chaby

### 1906
- Nome: Maison de poupée
- Local: São Paulo
- Teatro: Estreia no Teatro Sant’Anna, em São Paulo, em agosto de 1906
- Produção: Companhia Dramática Francesa
- Direção: Henry Buguet
- Elenco: Suzanne Dèspres, Henry Buguet, Bacquet

### 1940/1960
- Nome: Casa de Boneca
- Local: s.l.
- Teatro: s.l.
- Produção: Teatro do CRAC
- Direção: Luiz Silveira
- Elenco: Lúcia Magalhães, Genilda Peterle, Noé Gomes, Luiz Silveira

### 1944
- Nome: Maison de poupée
- Local: São Paulo

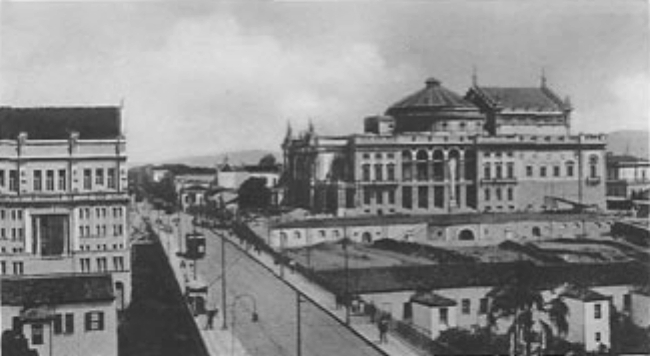
Teatro Municipal de São Paulo, no início do século XX. Em 1944, foi ali representada a peça "Maison de poupée"

- Teatro: Estréia da temporada francesa no Teatro Municipal de São Paulo, em julho de 1944
- Produção: N. Viggiani
- Direção: Maurice Castel e Rachel Bérendt
- Elenco: Rachel Bérendt, Henriette Risner Morineau, Raymond Maurel

### 1945
- Nome: Casa de Boneca
- Local: Rio de Janeiro
- Teatro: Estreia no Teatro Ginástico, Rio de Janeiro, em dezembro de 1945
- Produção: Teatro Anchieta
- Direção: Renato Viana
- Elenco: Maria Caetana, Dalva Galimberti, Renato Viana

### 1952
- Nome: Casa de Boneca
- Local: Porto Alegre

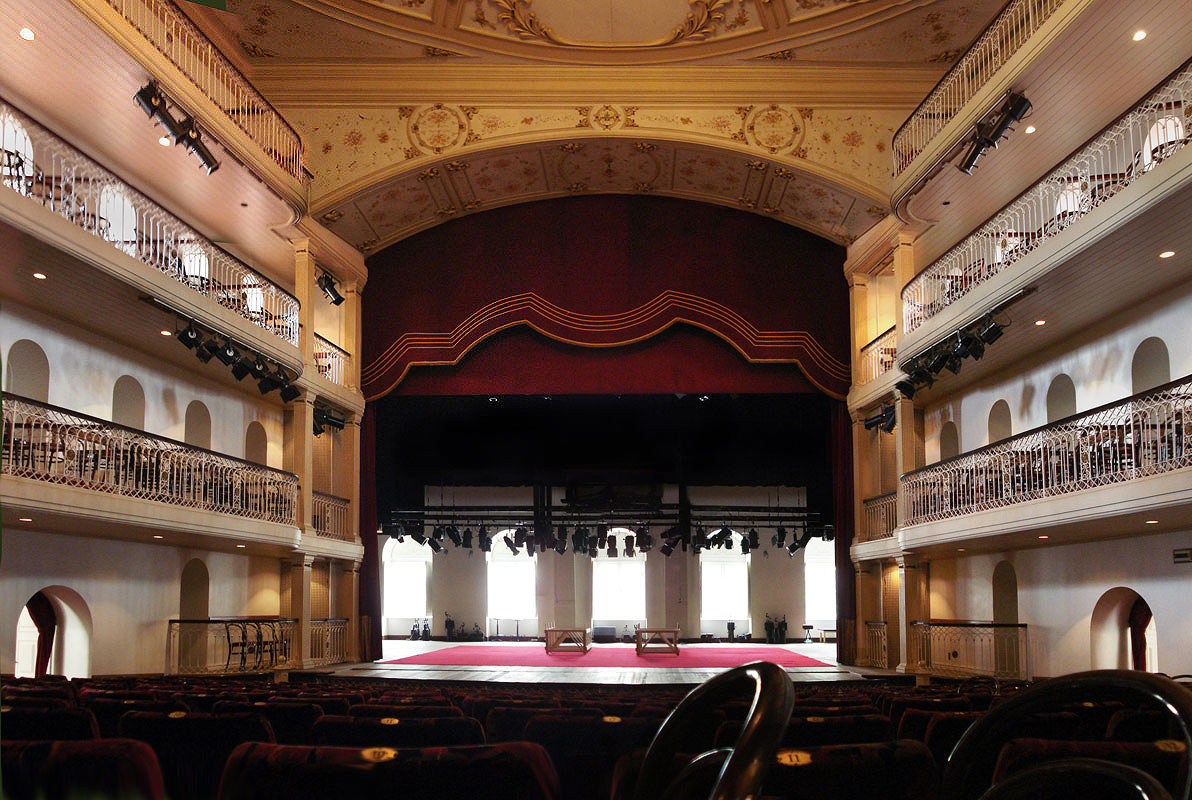
Palco do Theatro São Pedro (Porto Alegre), onde "Casa de Bonecas" foi representada em 1952

- Teatro: Estreia no Theatro São Pedro, em Porto Alegre, em agosto de 1952. Reestreia no Centro Hebraico Riograndense, em Porto Alegre, em outubro de 1952.
- Produção: Teatro 5 de setembro do Departamento Dramático do Orfeão Riograndense
- Direção: Oto Pedro
- Elenco: Eleonora Hess, Nestor Bandeira, Ernani Lopes

### 1956
- Nome: Uma casa de bonecas
- Local: São Paulo
- Teatro: Estreia no Teatro Leopoldo Fróes, em outubro de 1956
- Produção: Teatro Paulista
- Direção: Vicente Eduardo Scrivano
- Elenco: Violeta Manon, Roque Rodrigues, Helena Nunes

### 1964
- Nome: Casa de Boneca
- Local: Campos dos Goytacazes, Rio de Janeiro
- Teatro: Estreia no Ginásio Olavo Cardoso (Campos dos Goytacazes), em setembro de 1964, por ocasião do 1º Festival Campista de Teatro Amador
- Produção: Grêmio Teatral de Amadores Casimiro Cunha
- Direção: Octávio Chrysóstomo de Oliveira
- Elenco: Nely Fernandes, Rubens Fernandes, Odilon Martins

1971
- Nome: Casa de Bonecas
- Local: Rio de Janeiro

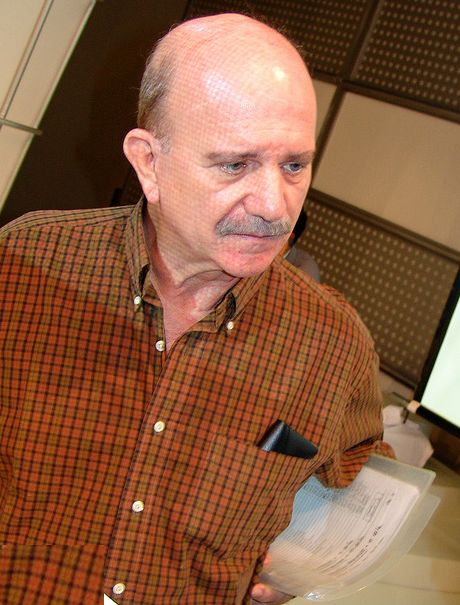
Cecil Thiré dirigiu sua mãe, Tônia Carrero, na peça Casa de Bonecas, de Ibsen, encenada no Rio de Janeiro em 1971.

- Teatro: Estreia no Teatro Gláucio Gil (Rio de Janeiro), em outubro de 1971. Levada para o Teatro Nacional (Brasília), Teatro Marília (Belo Horizonte) e Teatro Leopoldina (Porto Alegre) em julho de 1973. Em setembro de 1973, levada para o Teatro Municipal de Santo André (Santo André). Após a morte de Napoleão Muniz Freire, que interpretava Dr. Rank, no início da temporada carioca, Rank passa a ser interpretado por Fernando Torres. A partir da temporada de Brasília, os personagens Helmer, Krogstad e Rank passaram a ser interpretados, respectivamente, por Luiz de Lima, Carlos Kroeber e Nelson Dantas. Os filhos dos Helmer foram interpretados por crianças selecionadas nos estados por onde a peça passou[2].
- Produção: Carlos Kroeber Produções Artísticas (temporada carioca); TAC Produções Artísticas (demais temporadas)
- Direção: Cecil Thiré
- Elenco: Tônia Carrero, Rubens de Falco, Rosita Tomas Lopes, Antônio Ganzarolli, Napoleão Luiz Freire, Cristina Nogueira.

### 1988
- Nome: Casa de Bonecas
- Local: São Paulo
- Teatro: Estreia no Teatro Taib, em São Paulo, em março de 1988. Levada para o Teatro Markanti, São Paulo, em dezembro de 1988, e para o Teatro Artur Azevedo, São Paulo, em outubro de 1989. O elenco da temporada no Teatro Markanti foi mudadao para Laura Carot, Donaldo Honorato, Valdir Rivaben, Carlos Meloni Neto e Roberto Trujillo. No Teatro Atur Azevedo volta o elenco da estreia[3].
- Produção: Arlequins do Teatro
- Direção: Sérgio Santiago
- Elenco: Ana Maria Quintal, Jonas Antunes, Eduardo Sampaio, Paulo Santanna, Renata Pereira.

### 2001
- Nome: Casa de Boneca
- Local: Rio de Janeiro/ São Paulo
- Teatro: Estreia no Teatro Leblon, Rio de Janeiro, em outubro de 2001. Levada para o Teatro FAAP, São Paulo, em abril de 2002.
- Produção: Arósio, Garcia & Rangel Produtores e Associados
- Direção: Aderbal Freire-Filho
- Elenco: Ana Paula Arósio, Marcos Winter, Floriano Peixoto, Michel Bercovitc, Silvia Buarque.

### 2002
- Nome: Casa de Boneca
- Local: Rio de Janeiro
- Teatro: Estreia no Teatro I do Centro Cultural Banco do Brasil, Rio de Janeiro, em maio de 2002. A diretora a definiu como um “filme-peça”, pois todo o espetáculo é apresenado em uma tela. Apenas na cena final Nora aparece no palco[4].
- Produção: Banco do Brasil
- Direção: Bia Lessa
- Elenco: Betty Gofman, José Mayer, Júlia Lemmertz, José Wilker, Cássio Gabus Mendes, Karine Teles, Arnaldo Antunes.

### 2005
- Nome: Nossa casa de boneca[5]
- Local: São Paulo
- Teatro: Estreia no Teatro Fábrica, São Paulo, em outubro de 2005. Reestreia no mesmo teatro, em janeiro de 2006. Levada para o Teatro Guairinha, em Curitiba, em março de 2006, no Festival de Teatro de Curitiba.
- Produção: Teatro de Narradores
- Direção: José Fernando Peixoto de Azevedo
- Elenco: André Collazzi, Bárbara Araújo, Clayton Freitas, Paulo Barcellos, Teth Maiello.

### 2018
- Nome: Casa de Bonecas
- Teatro: Estreia no SESI Centro Cultural Yves Alves, Tiradentes (MG), em abril de 2018[6]. Levada para o Teatro do Paço, em Cambuí (MG), em agosto de 2018[7].
- Produção: Grupo LAB[8]
- Local: Tiradentes
- Direção: Diogo Rezende
- Elenco: Amanda Amaral, Kauê Rocha, Lucas Leigh, Robson Engelhardt.

## Montagens brasileiras para televisão
1954
- Nome: Casa de Bonecas[9]
- Local: São Paulo
- Produção: TV Tupi, programa “TV de Vanguarda”
- Elenco: Lia de Aguiar, Guiomar Gonçalves, Suzi Arruda, Jaime Barcelos, Lima Duarte, Dionísio de Azevedo, Heitor de Andrade.

### 1958
- Nome: Casa de Bonecas
- Local: São Paulo
- Produção: TV Paulista, programa “Teledrama Três Leões”
- Direção: Dermival Costa
- Elenco: Yara Lins

- Nome: Casa de Bonecas
- Local: São Paulo
- Produção: TV Tupi, programa “Grande Teatro Tupi”
- Direção: Wanda Kosmo
- Elenco: Laura Cardoso, Fernando Baleroni, José Parisi

### 1964
- Nome: Casa de Bonecas
- Local: Rio de Janeiro
- Produção: TV Rio, programa “Grande Teatro”
- Elenco: Glauce Rocha

### 1968
- Nome: Casa de Boneca
- Local: São Paulo
- Produção: TV Bandeirantes, programa “Teatro Cacilda Becker”, maio de 1968
- Direção: Walter George Durst
- Adaptação: Ody Fraga
- Elenco: Cacilda Becker, Homero Kossac, Jairo Arco e Flexa, Xandó Batista